# 蓮站
蓮站（日语：／ Hachisu eki */?）是位於長野縣飯山市大字蓮，東日本旅客鐵道（JR東日本）的飯山線車站。

## 歷史
- 1921年（大正10年）10月20日：飯山鐵道 豐野站至飯山站之間開業，此停留所啟用[1]。
- 1944年（昭和19年）6月1日：隨著飯山鐵道國有化，飯山鐵道編入至運輸通信省（後來為日本國有鐵道）飯山線[3]，同時由停留所升級至車站[1]。
- 1987年（昭和62年）4月1日：伴隨國鐵分割民營化，車站由東日本旅客鐵道（JR東日本）營運。
- 1995年（平成7年）	
  - 7月12日：發生7.11水災（日语：7.11水害），使飯山線全線暫停服務[4]。
  - 7月18日：飯山線全線重開[4]。
- 2014年（平成26年）8月中 - 12月中：翻新車站大樓[5]。

## 車站構造
車站是一座地面車站，設有1面1線的單式月台。
此站是由飯山站管理的無人車站。在鄰接的永國寺內設有平交道。車站大樓在2014年8月中至12月中之間翻新。

## 使用狀況
根據「長野縣統計書」資料，以下為乘車人次變化：
- 2009年度 - 79人[2]
- 2010年度 - 72人
- 2011年度 - 66人

## 車站周邊
- 千曲川[2]
- 國道117號（日语：国道117号）[2]
- 上組村落中心
- 秋津郵局
- 蓮堰（日语：上組溜池）
- 上組溜池（日语：上組溜池）
- 永國寺[1]

## 巴士路線
長電巴士合廳線
- 蓮駅入口巴士站　（在車站東邊150米處的國道117號上）
  - 飯山站前 ／ 中野站方向
  - 逢星期六、日、假日和12月29日～1月3日暫停服務。

## 相鄰車站
東日本旅客鐵道（JR東日本）
■飯山線
替佐－蓮－飯山

## 注腳
1. 1 2 3 4 5 6 7 8 9 10  . 週刊朝日百科. 21号 新潟駅・弥彦駅・津南駅ほか. 朝日新聞出版. 2012-12-30: 25 （日语）.
2. 1 2 3 4 5 6  信濃毎日新聞社出版部. . 信濃毎日新聞社. 2011-07-24: 38. ISBN 9784784071647 （日语）.
3. ↑  「運輸通信省告示第249号・第250号」『官報』1944年5月27日（國立國會圖書館數碼化收藏）
4. 1 2  . 信濃毎日新聞 (信濃毎日新聞社). 1995-07-18: 6（夕刊） （日语）.
5. 1 2   (PDF) (新闻稿). 東日本旅客鉄道長野支社. 2014-08-08  [2020-05-25]. （原始内容 (PDF)存档于2015-01-06） （日语）.

## 外部連結
- 車站資訊（蓮）：東日本旅客鐵道